# سكوت سبيد
سكوت سبيد (بالإنجليزية: Scott Speed)‏ (و. 1983  م) هو سائق فورمولا 1 أمريكي، ولد في مانتيكا، سان جواكوين، كاليفورنيا.

## روابط خارجية
- سكوت سبيد على موقع Racing-Reference.info (الإنجليزية)
- سكوت سبيد على موقع DriverDB.com (الإنجليزية)